# Bartolomé Esteban Murillo

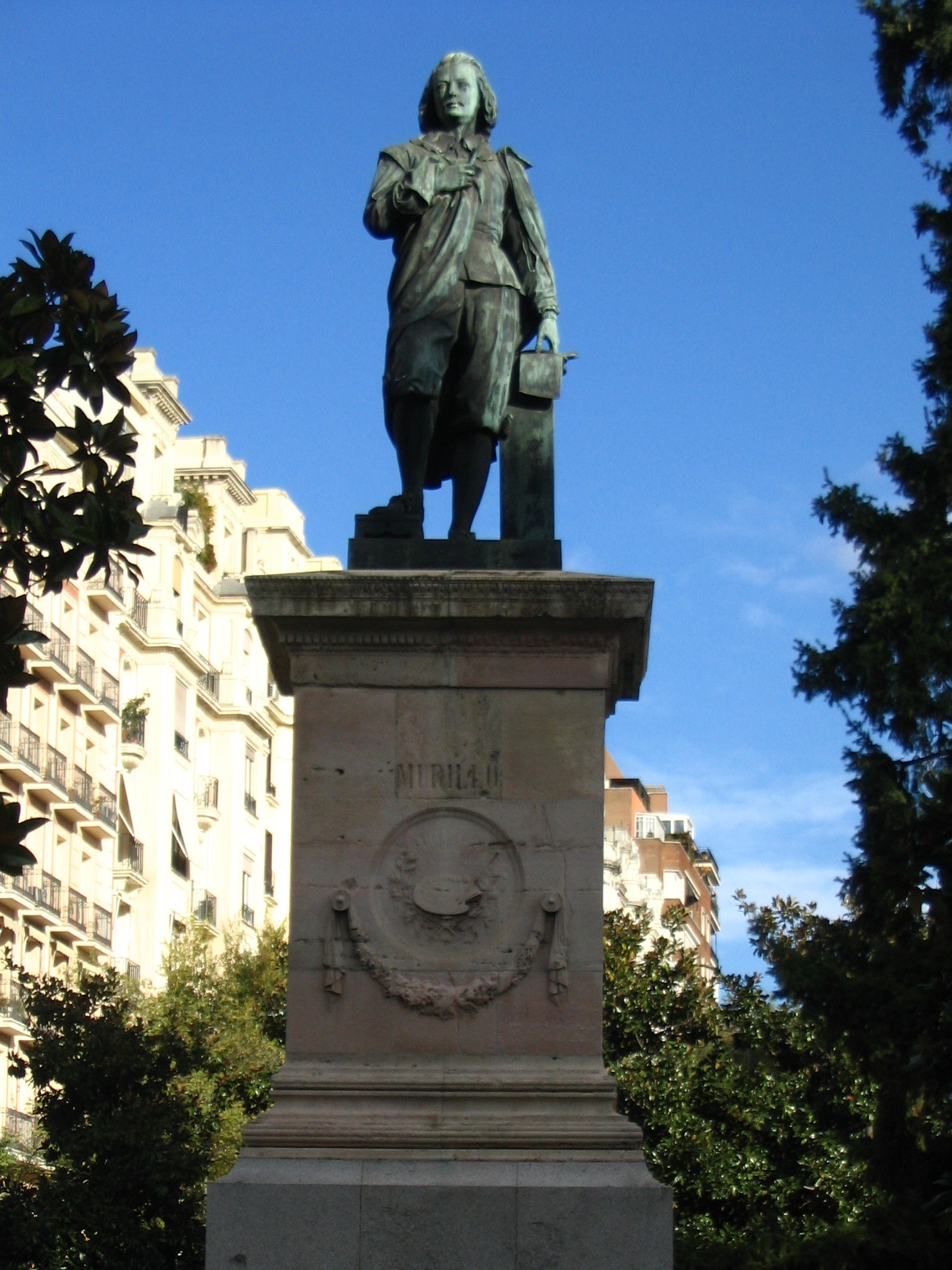
Pomnik Murilla w Madrycie

Bartolomé Esteban Pérez Murillo (ur. 31 grudnia 1617 w Sewilli, zm. 3 kwietnia 1682 tamże) – hiszpański malarz barokowy.

## Życiorys
Murillo urodził się jako czternaste dziecko w rodzinie balwierza Gaspara Estébana i Marii Perez Murillo, pochodzącej z rodziny, do której zaliczało się wielu lokalnych artystów. Osierocony w wieku dziesięciu lat, Murillo był wychowywany przez swoją najstarszą siostrę. Mając 15 lat trafił do warsztatu malarza Juana de Castillo, gdzie pobierał naukę przez około pięć lat.
W 1645 poślubił Beatriz de Cabrera y Sotomayor Villalobos, która stała się matką dziewięciorga dzieci malarza. W 1645 Murillo otrzymał też pierwsze poważne zamówienie od zakonu franciszkanów w Sewilli na serię obrazów ukazujących życie św. Franciszka z Asyżu. Z czasem pojawiły się kolejne poważne kontrakty, jak np. obrazy dla katedry w Sewilli (1656–1657). W 1658 Murillo na rok wyjechał do Madrytu, gdzie mając dostęp do kolekcji rodziny królewskiej zgromadzonej w Alkazarze w Madrycie, poszerzał swoją wiedzę na temat malarstwa. Po powrocie do rodzinnego miasta Murillo został jednym ze współzałożycieli i pierwszym prezydentem (odpowiednik rektora; funkcję pełnił od 1660 do 1663) tamtejszej Akademii Sztuk Pięknych, funkcjonującej od 11 stycznia 1660.
W 1664 umarła żona malarza. Będąc osobą głęboko wierzącą Murillo już w 1644 wstąpił do Bractwa Matki Boskiej Różańcowej, a w 1665 dołączył do Konfraterni Santa Caridad, chcąc czynnie pomagać najuboższym. Jednocześnie zapoczątkował okres prawie 20 lat niezwykle intensywnej działalności artystycznej. W 1682, w czasie prac przy ołtarzu w kościele kapucynów w Kadyksie, spadł z rusztowania, co stało się przyczyną jego śmierci w domu rodzinnym w Sewilli.
Tworzył obrazy religijne oraz sceny rodzajowe bogate w detale narracyjne. Pozostawił ok. 500 dzieł.

## Obrazy artysty
- Widzenie brata Lauteriusza – ok. 1640, olej na płótnie 217,8×172,1 cm, Fitzwilliam Museum, Cambridge
- Józef i żona Potifara – 1640–1645, olej na płótnie 197×254 cm, Staatliche Museen, Kassel
- Dzieci z melonem i winogronami –  ok. 1645–1646, olej na płótnie 145,9×103,6 cm, Stara Pinakoteka, Monachium
- Kuchnia anielska – 1646, olej na płótnie 180×450 cm, Luwr, Paryż
- Brat Juniper i żebrak – 1645–1646, olej na płótnie 176×221,5 cm, Luwr, Paryż
- Mały żebrak –  ok. 1645–1650, olej na płótnie 134×100 cm, Luwr, Paryż
- Święty Franciszek z Asyżu na modlitwie –  ok. 1645–1650, olej na płótnie 182×129 cm, Katedra Najświętszej Marii Panny, Antwerpia
- Rebeka i Eliezer u studni – 1650, płótno, 107×71, Prado, Madryt
- Święta Rodzina z ptaszkiem – 1650, olej na płótnie 144×188 cm, Prado, Madryt
- Madonna z różańcem –  ok. 1650–1655, olej na płótnie 164×110 cm, Prado, Madryt
- Święty Roderyk – 1646–1655, olej na płótnie 205×123 cm, Galeria Obrazów Dawnych Mistrzów, Drezno

- Pokłon pasterzy – ok. 1657, olej na płótnie 187×228 cm, Prado, Madryt
- Święta Rodzina z małym Janem Chrzcicielem – 1655–1659, olej na płótnie 156×126 cm, Szépművészeti Múzeum, Budapeszt
- Chłopiec z psem – 1660, olej na płótnie 76×61 cm, Ermitaż, Petersburg
- Dobry pasterz – 1660, olej na płótnie 123×161 cm, Prado, Madryt
- Dziewczyna sprzedająca owoce – 1660, olej na płótnie 76×61 cm, Muzeum Sztuk Pięknych im. Puszkina, Moskwa
- Cztery postacie na stopniu – 1655–1660, olej na płótnie 109,9×143,5 cm, Kimbell Art Museum, Fort Worth
- Dwie kobiety w oknie – ok. 1655–1660, olej na płótnie 127×106 cm, National Gallery of Art, Waszyngton
- Narodzenie Najświętszej Maryi Panny – ok. 1660, olej na płótnie 185×360 cm, Luwr, Paryż
- Maryja Niepokalanie Poczęta – ok. 1660–1665, olej na płótnie 206×144 cm, Prado, Madryt
- Święty Antoni z Padwy z Dzieciątkiem – ok. 1665, olej na płótnie 190×120 cm, Muzeum Sztuk Pięknych, Sewilla
- Chrystus po ubiczowaniu – po 1665, olej na płótnie 113×147 cm, Museum of Fine Arts w Bostonie, Boston
- Uwolnienie św. Piotra Apostoła – 1665–1667, olej na płótnie 260×238 cm, Ermitaż, Petersburg
- Abraham i trzej aniołowie – 1667, olej na płótnie 236×261 cm, National Gallery of Canada, Ottawa
- Święty Franciszek obejmujący Chrystusa na Krzyżu – ok. 1668, olej na płótnie 277×181 cm, Muzeum Sztuk Pięknych, Sewilla
- Św. Tomasz z Vilanueva dający jałmużnę – ok. 1668, olej na płótnie 283×188 cm, Muzeum Sztuk Pięknych, Sewilla
- Autoportret – 1670–1672, olej na płótnie 127×122 cm, National Gallery, Londyn
- Powrót syna marnotrawnego – ok. 1667–1670, olej na płótnie 236×262 cm, National Gallery of Art, Waszyngton
- Chrystus uzdrawia paralityka przy Sadzawce Betesda – 1667–1670, olej na płótnie 237×261 cm, National Gallery, Londyn
- Św. Tomasz z Vilanueva uzdrawia chromego – 1670, olej na płótnie 220,8×148,7 cm, Stara Pinakoteka, Monachium
- Święty Jan Boży – 1672, olej na płótnie 79×62 cm, Kościół św. Jerzego, Sewilla
- Mała sprzedawczyni owoców – ok. 1670–1675, olej na płótnie 149×113 cm, Stara Pinakoteka, Monachium
- Chrystus ukrzyżowany – ok. 1677, olej na płótnie 71×54 cm, Prado, Madryt
- Chrystus ukrzyżowany – 1660–1670, olej na płótnie 208.9x113 cm, Timken Museum of Art, San Diego
- Ecce Homo – ok. 1672–1678, olej na płótnie, Muzeum Sztuki, El Paso
- Niepokalane Poczęcie – ok. 1678, olej na płótnie 274×190 cm, Prado, Madryt
- Dziecię Jezus rozdaje chleb pielgrzymom – 1678, olej na płótnie 219×182 cm, Szépművészeti Múzeum, Budapeszt
- Nawrócenie św. Pawła Apostoła – ok. 1675–1680, olej na płótnie 125×169 cm, Prado, Madryt
- Męczeństwo św. Andrzeja Apostoła – 1675–1680, olej na płótnie 123×162 cm, Prado, Madryt
- Dwie Trójce – 1675–1682, olej na płótnie 293×207 cm, National Gallery, Londyn
- Chrystus po ubiczowaniu – XVII w., olej na płótnie 127×146 cm, Krannert Art Museum, Champaign

## Galeria

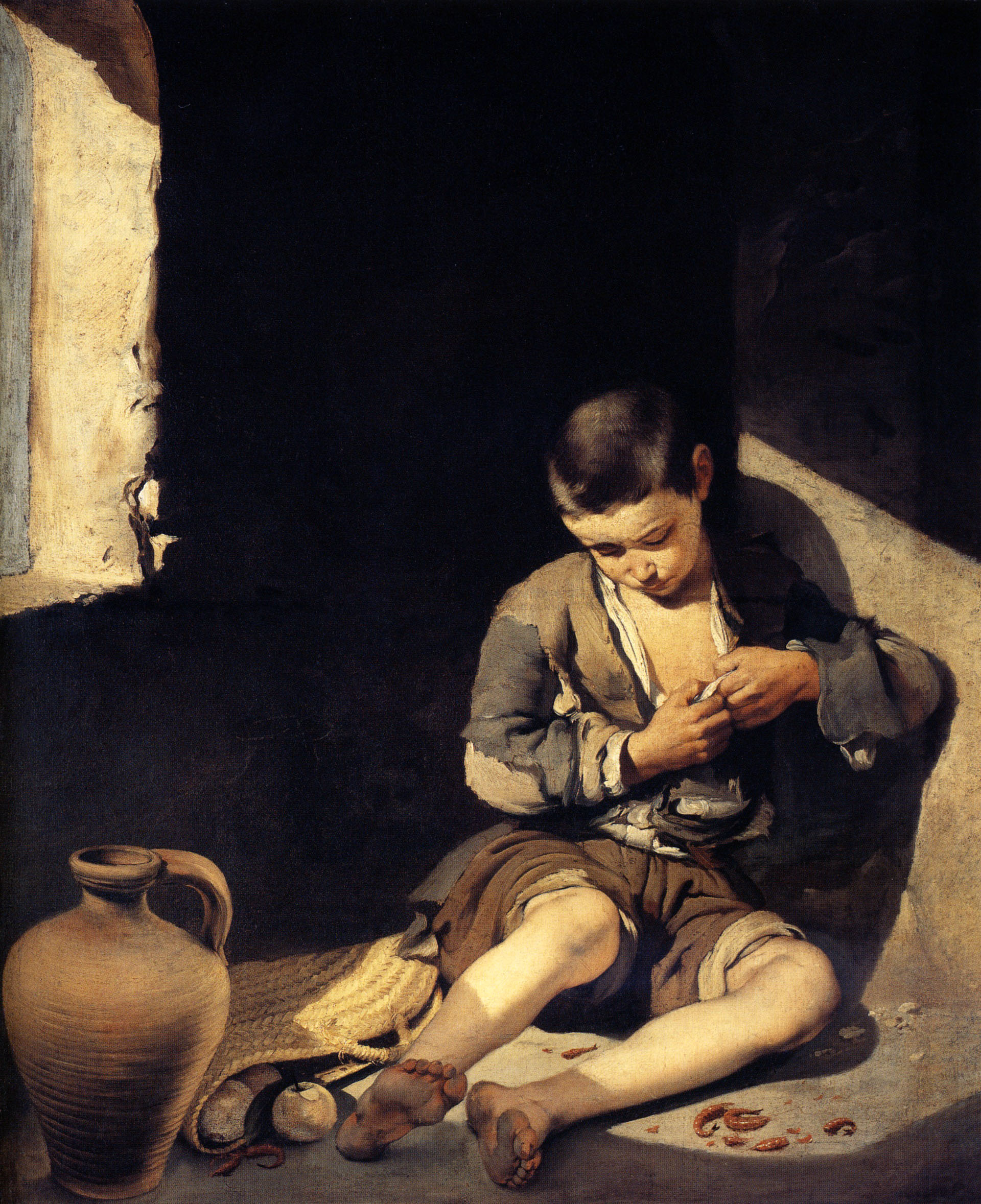
Mały żebrak, ok. 1645–1650
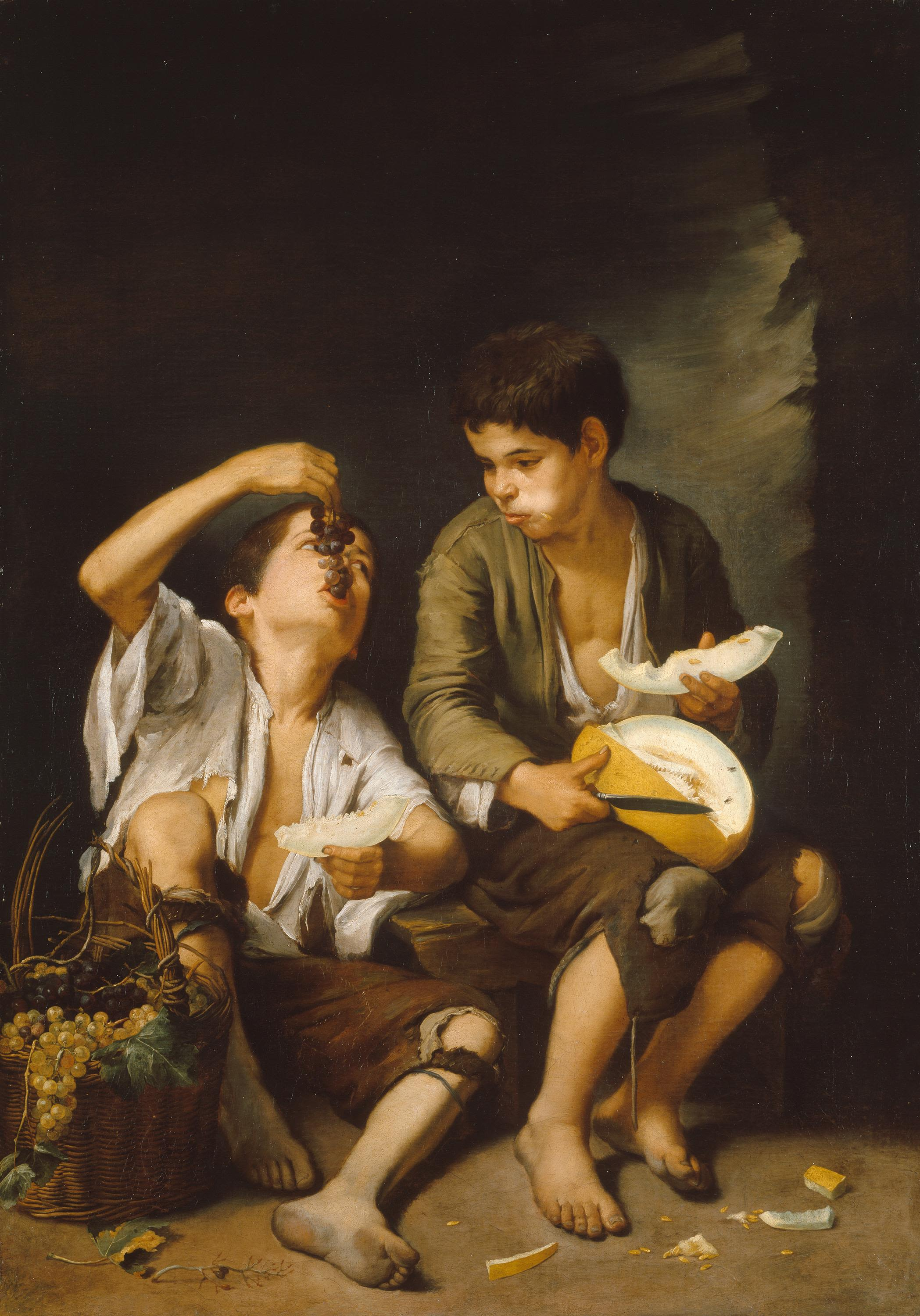
Dzieci z melonem i winogronami, ok. 1645–1655
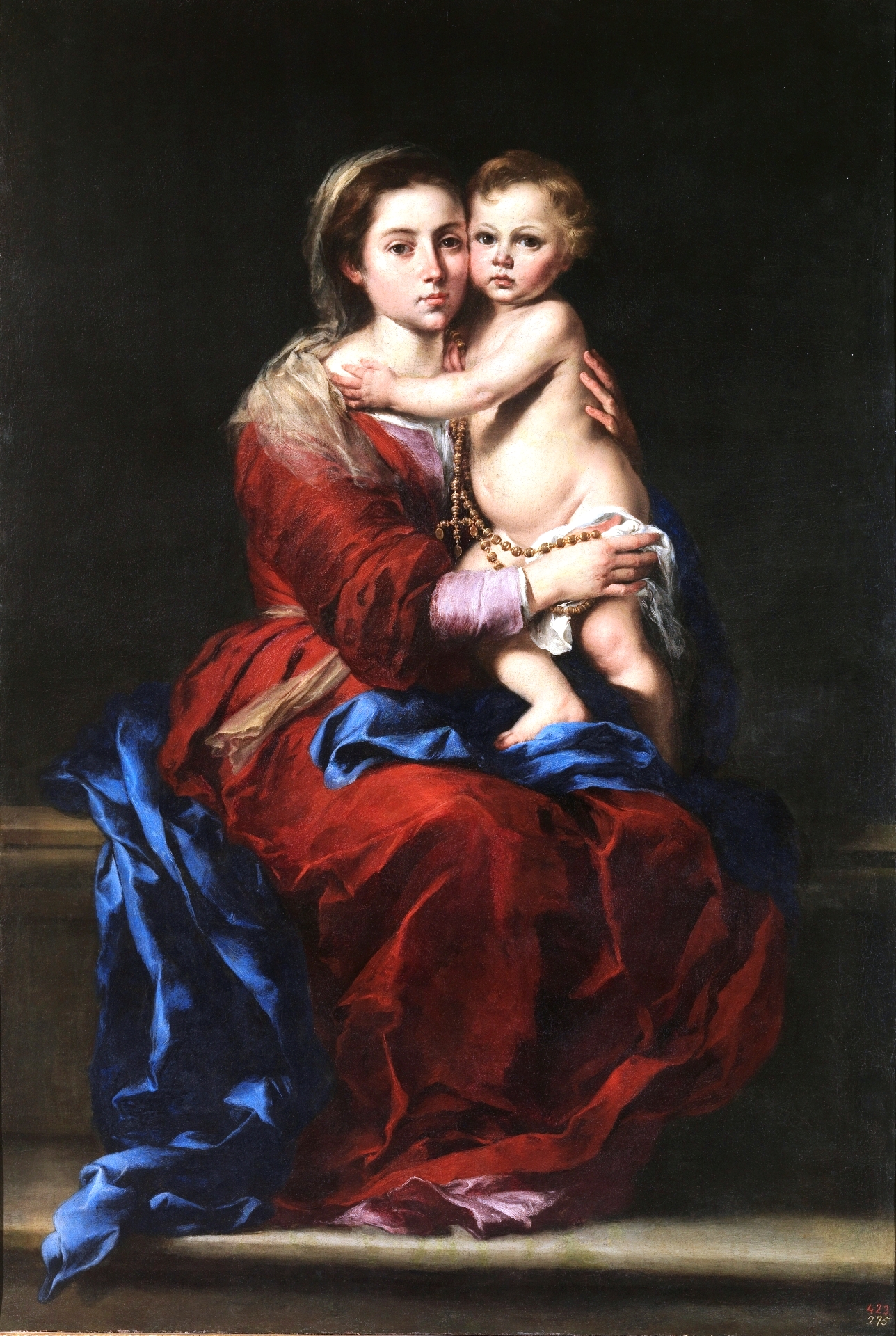
Madonna z różańcem, ok. 1650–1655
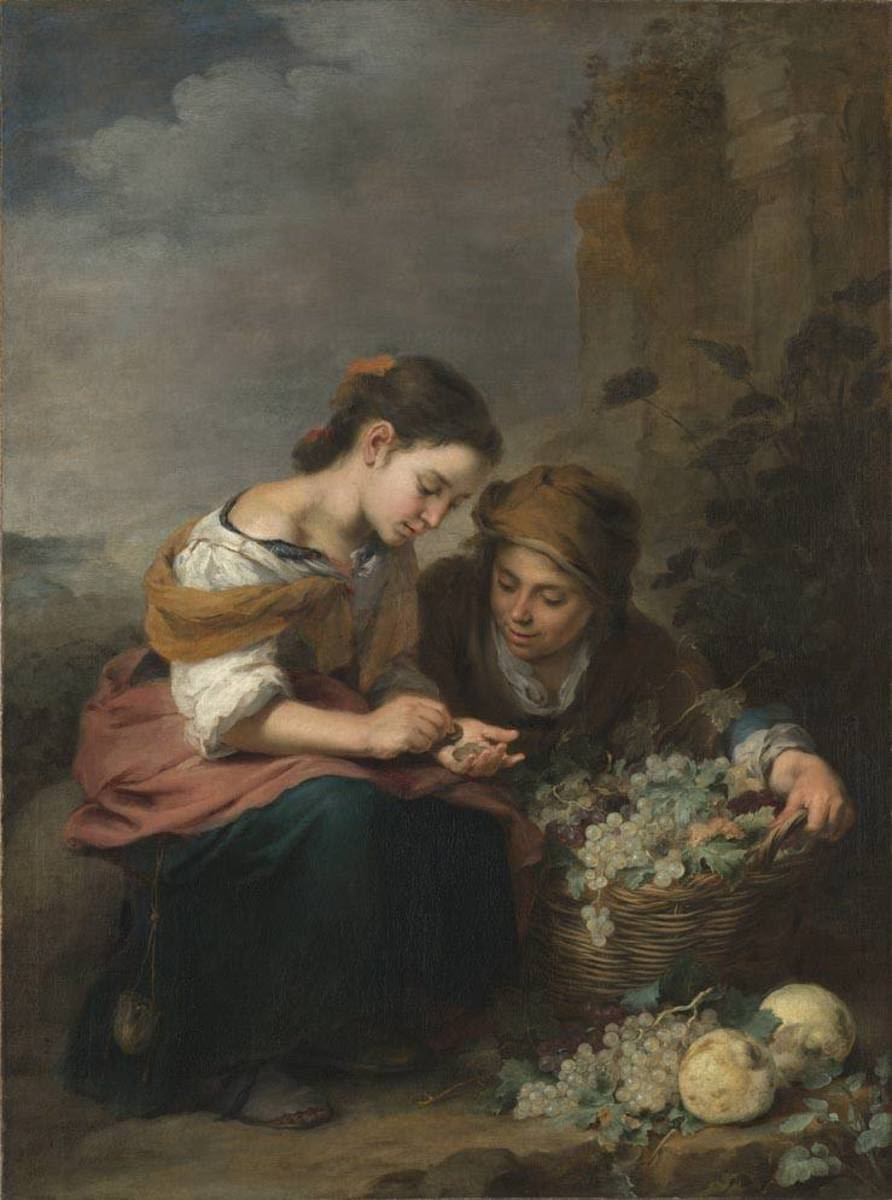
Mała sprzedawczyni owoców, ok. 1670–1675
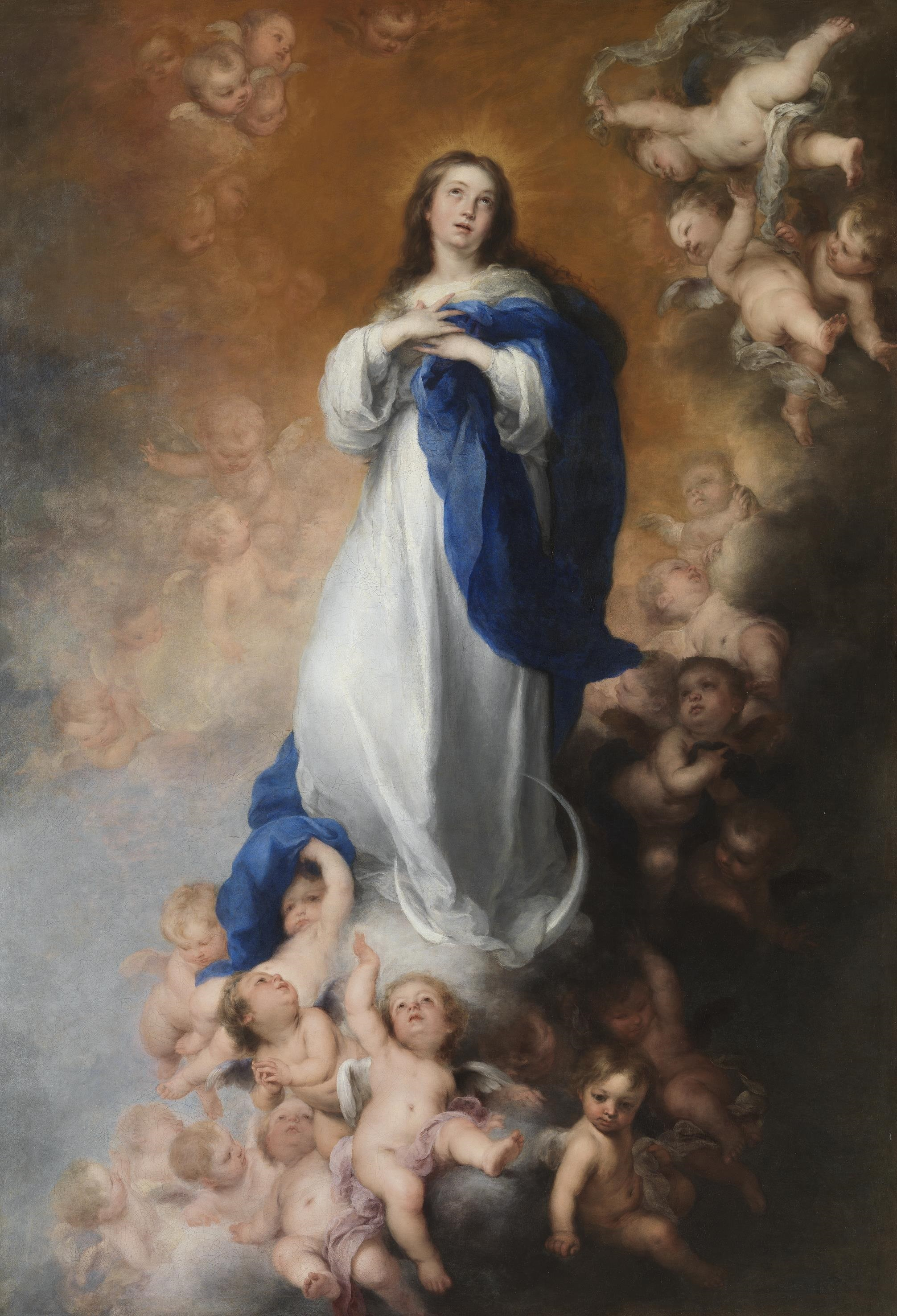
Niepokalane Poczęcie, 1678
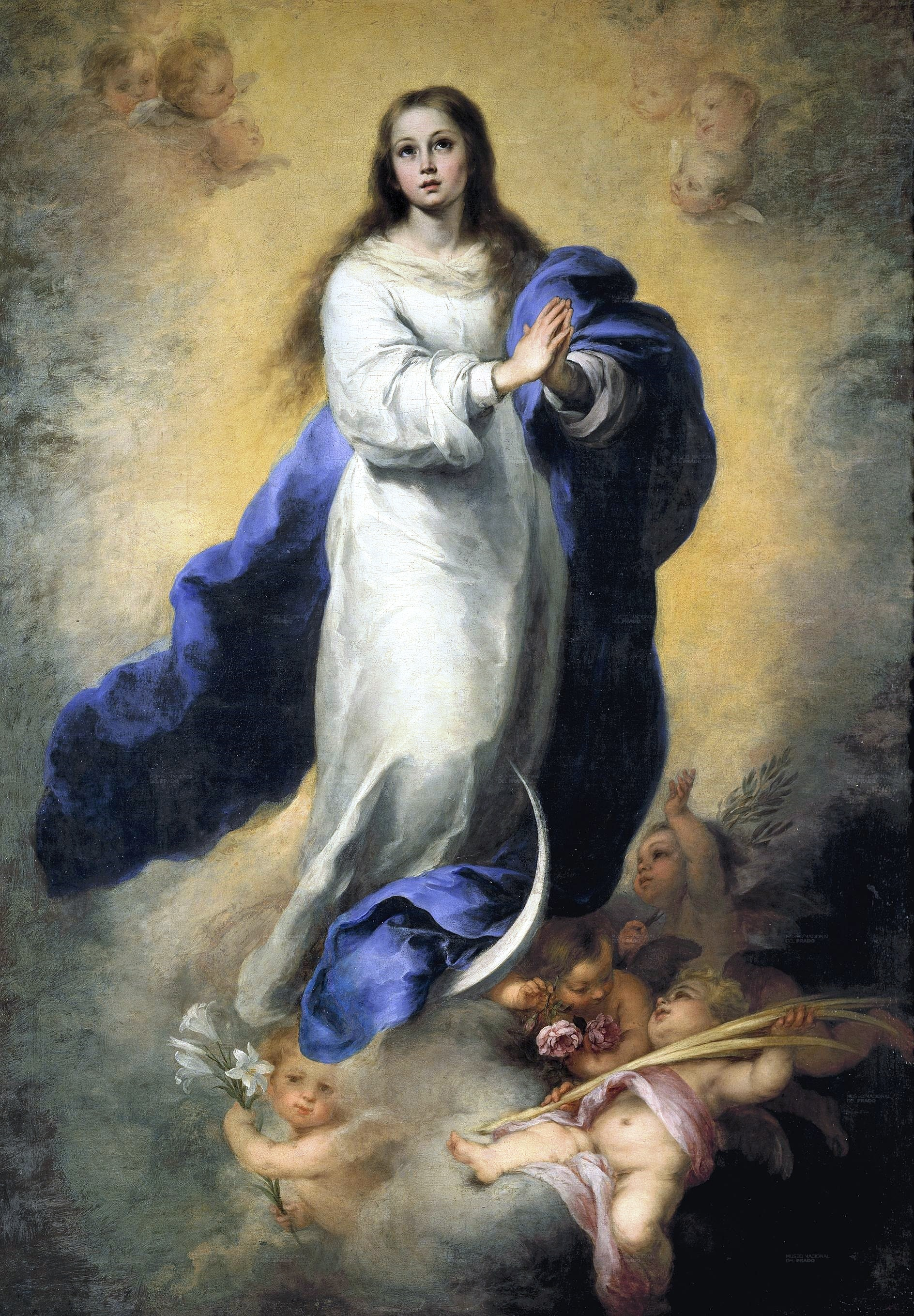
Maryja Niepokalanie Poczęta, ok. 1660–1665
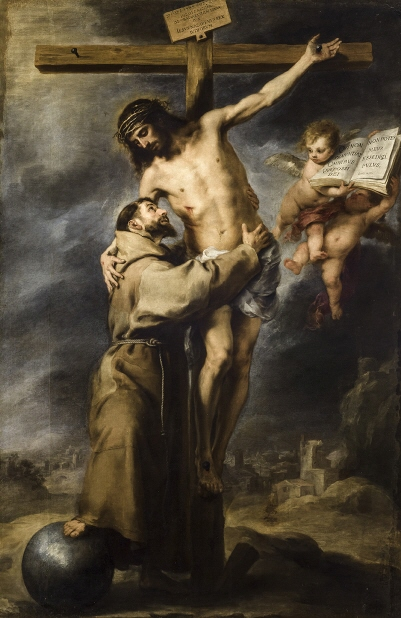
Święty Franciszek obejmujący Chrystusa na Krzyżu, ok. 1668
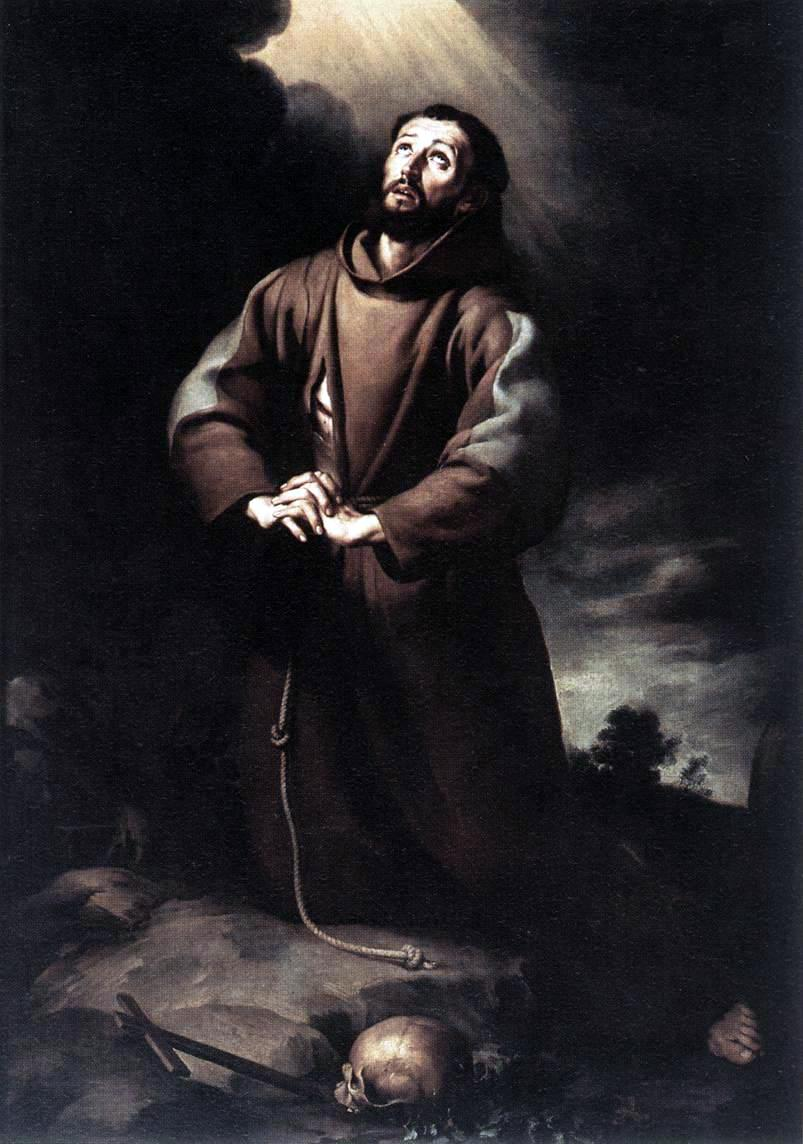
Święty Franciszek z Asyżu na modlitwie, ok. 1645–1650
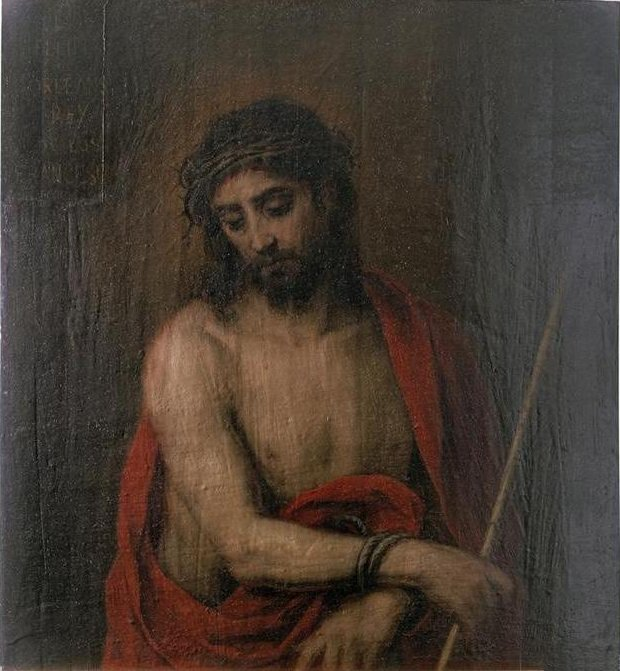
Ecce Homo, ok. 1672–1678
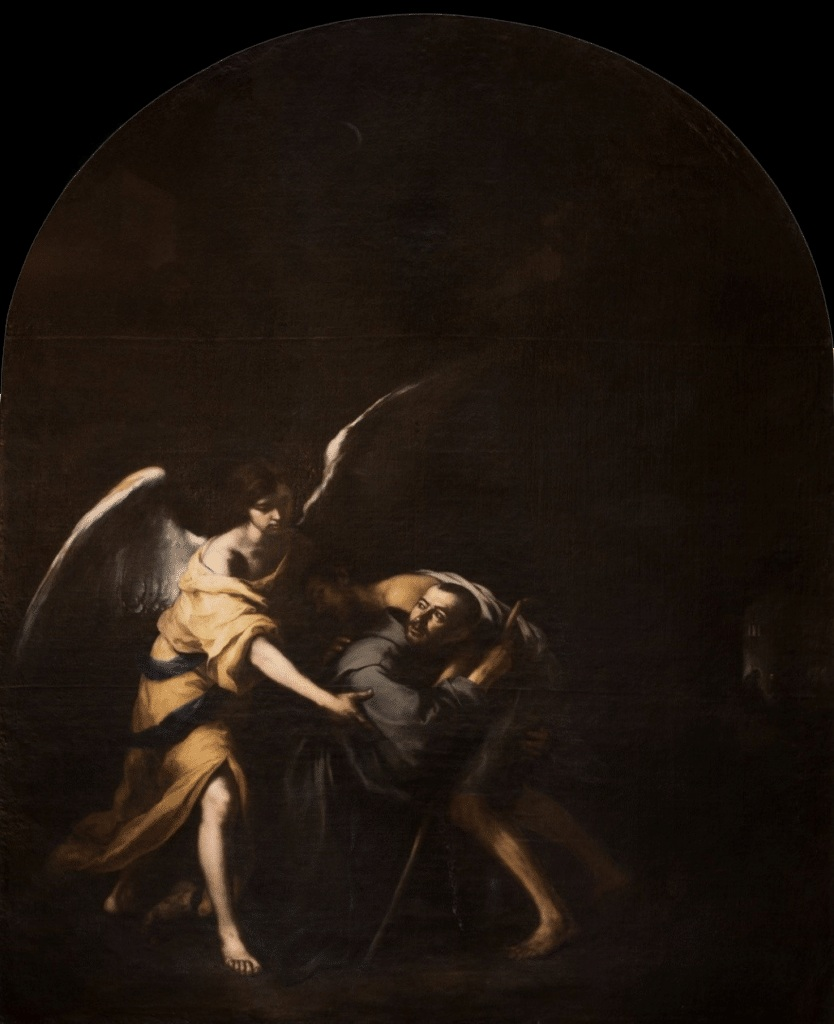
Święty Jan Boży, 1672
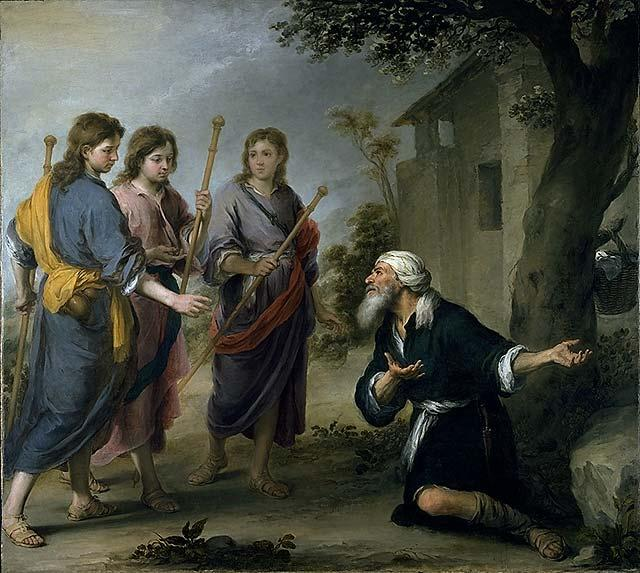
Abraham i trzej aniołowie, 1667
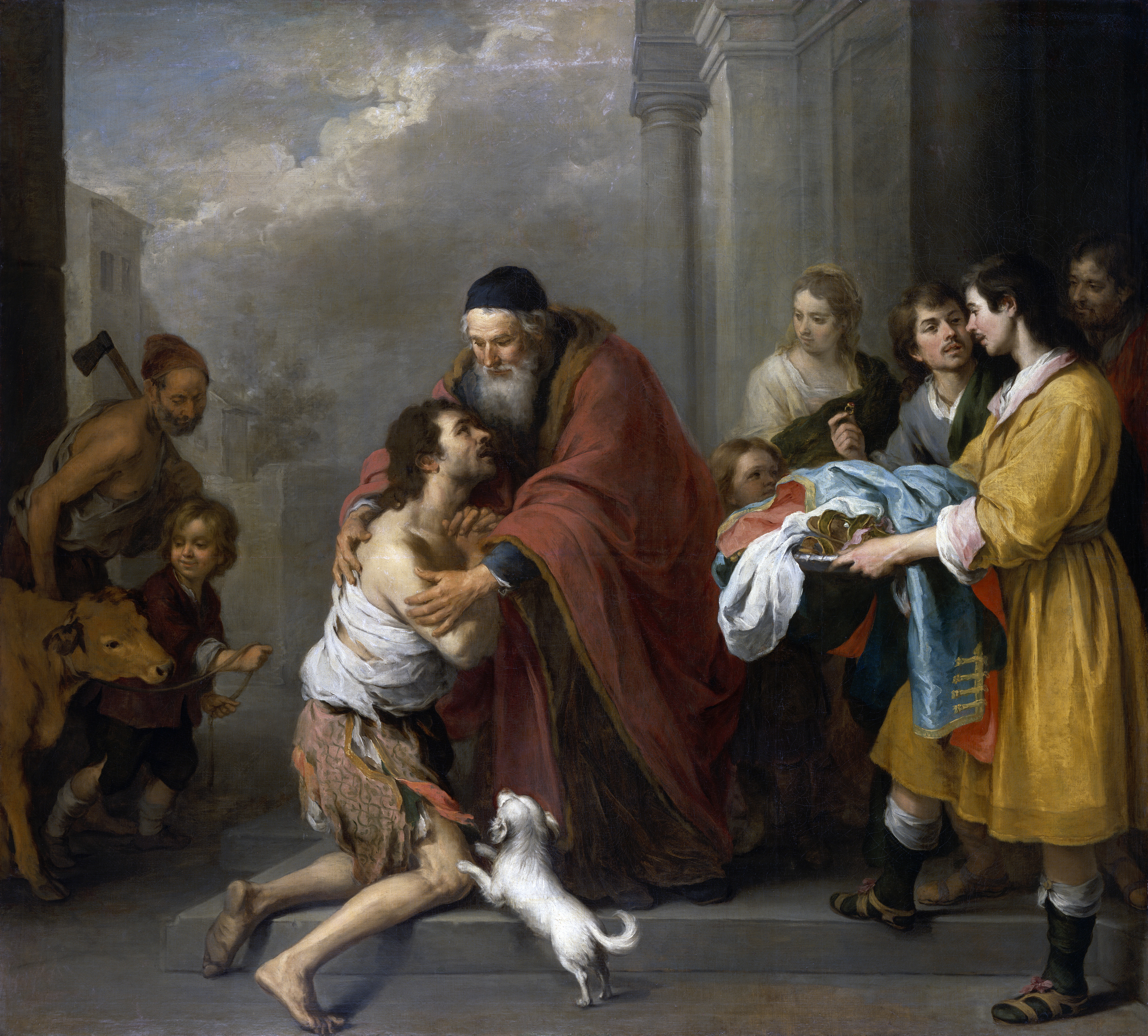
Powrót syna marnotrawnego, ok. 1667–1670